# Kulturarvsstyrelsen

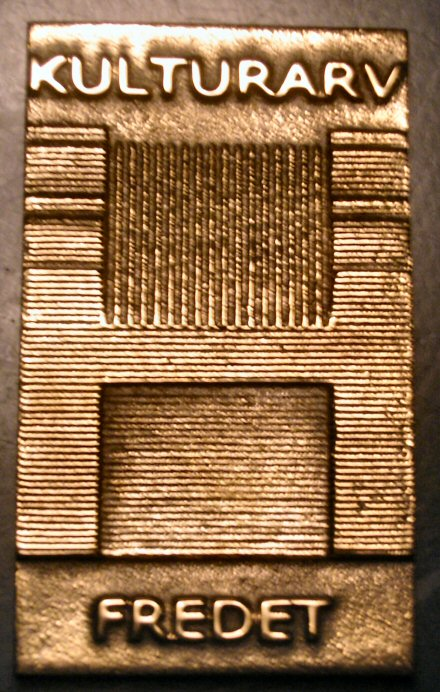
Plaat die wordt gebruikt om het Deense erfgoed aan te duiden (Kulturarv: erfgoed, fredet: beschermd)

Kulturarvsstyrelsen (de Raad voor het cultureel erfgoed) is een orgaan binnen het Deense Ministerie van Cultuur dat verantwoordelijk is voor de regelgeving voor sites, monumenten, gebouwen en door de Deense overheid gesubsidieerde musea. De raad werd op 1 januari 2002 in het leven geroepen.

## Verantwoordelijkheden

### Sites en monumenten
Onder de noemer sites en monumenten vallen grafheuvels, rotstekeningen, militaire vestingswerken, kastelen, ruïnes, etc. Ook meer dan honderd jaar oude scheepswrakken gelden als site of monument. Al deze sites en monumenten worden beschermd tegen afbraak.

### Gebouwen
Momenteel worden meer dan 9000 gebouwen in Denemarken beschermd en 300.000 andere gebouwen zijn aangewezen als "het beschermen waard".

### Musea
Tien musea in Denemarken zijn staatseigendom, en 120 andere musea worden gesubsidieerd door de staat. De Raad is geen eigenaar van deze musea, maar houdt zich enkel bezig met het toezicht op en de financiering van de musea.